# Bình Tú
Bình Tú là một xã thuộc huyện Thăng Bình, tỉnh Quảng Nam, Việt Nam.
Xã Bình Tú có diện tích 20 km², dân số năm 2019 là 12.256 người, mật độ dân số đạt 613 người/km².